# Les Cahiers du pays de Plœmeur
Les Cahiers du pays de Plœmeur est une revue à comité de lecture à périodicité annuelle créée en 1990 par la société savante dénommée comité d'histoire du Pays de Plœmeur. cette publication a pour objet de faire connaître l'histoire locale du pays de Plœmeur (Plœmeur, Larmor-Plage et partiellement Lorient).

## Historique création
En 1989, des travaux de recherche sont menés dans tout le pays de Lorient dans le cadre du bi-centenaire de la Révolution française. L'ouvrage de synthèse « 1788-1795 - Le pays de Plœmeur et la révolution » est ainsi publié en 1989. À la suite de ces travaux, plusieurs associations sont créées dans différentes communes de la région lorientaise. C'est notamment le cas en 1990 à Plœmeur où le Comité d'histoire du pays de Plœmeur se met en place. Il décide d'éditer, dès sa création, une revue annuelle « Les Cahiers du pays de Plœmeur ».

## Comité d'histoire du pays de Plœmeur
Le Comité d'histoire du pays de Plœmeur (CHPP) est une société savante de type Association loi de 1901. Suivant ses statuts du 1er décembre 2018, son objectif est « la recherche historique, la diffusion des travaux, l'information et l'initiation, l'inventaire et la protection des vestiges de l'histoire locale ». Ses activités concernent le territoire de l'ancienne paroisse de Ploemeur qui fut mère des communes actuelles de Ploemeur, de Lorient et de Larmor-Plage. Elle participe également à la recherche et à la mise en valeur du patrimoine, notamment mégalithique, de la commune.
Les Cahiers du pays de Plœmeur est une revue à comité de lecture dont les articles sont principalement issus du travail original de recherche des membres du Comité qui se réunissent chaque jeudis.

## Les Cahiers du Pays de Plœmeur

### No1- Décembre 1990
Publication du 1er cahier d'Histoire du pays de Plœmeur.
- Jo Grenier, « La tour du Guermeur », Les Cahiers du pays de Plœmeur, no 1,‎ décembre 1990, p. 3 (ISSN 1157-2574)
- Denise Le Guillou, « Une personnalité plœmeuroise : Le lieutenant-général Bourke, baron de l'Empire », Les Cahiers du pays de Plœmeur, no 1,‎ décembre 1990, p. 4-8 (ISSN 1157-2574)
- Ida Depardieu, « Le dolmen du Cruguellic en Plœmeur », Les Cahiers du pays de Plœmeur, no 1,‎ décembre 1990, p. 9-12 (ISSN 1157-2574)
- Paul Evanno, « Plœmeur d'hier et d'aujourd'hui », Les Cahiers du pays de Plœmeur, no 1,‎ décembre 1990, p. 13-14 (ISSN 1157-2574)
- Maryvonne Moy, Nicole Bouric et Hervé Le Pan, « Les années « 90 » : 1690, 1790 et 1890 », Les Cahiers du pays de Plœmeur, no 1,‎ décembre 1990, p. 15-18 (ISSN 1157-2574)
- Hervé Le Pan, « Les calendriers romain, julien, grégorien et les autres », Les Cahiers du pays de Plœmeur, no 1,‎ décembre 1990, p. 19-22 (ISSN 1157-2574)
- Yannick Perron, « Plœmeur au XIXe siècle : Dans l'ouvrage de Henri-François Buffet En Bretagne morbihannaise, coutumes et traditions du Vannetais bretonnant au XIXe siècle », Les Cahiers du pays de Plœmeur, no 1,‎ décembre 1990, p. 23-26 (ISSN 1157-2574)

### No2- Février 1992
Publication du 2e cahier d'Histoire du pays de Plœmeur.
- Solange Kervadec, « Les mégalithes de Plœmeur », Les Cahiers du pays de Plœmeur, no 2,‎ février 1992, p. 3-5 (ISSN 1157-2574)
- Claire David-Perrot, « Un procès au XVIIe siècle : les turpitudes de Nicolas Riou, fermier du prieuré des Montagnes », Les Cahiers du pays de Plœmeur, no 2,‎ février 1992, p. 6-8 (ISSN 1157-2574)
- Hervé Le Pan, « Les Plœmeurois et la corvée », Les Cahiers du pays de Plœmeur, no 2,‎ février 1992, p. 9-14 (ISSN 1157-2574)
- Yannick Perron, « Marins et soldats plœmeurois décédés en service en mer, outre-mer et à l'étranger : 1815-1870 », Les Cahiers du pays de Plœmeur, no 2,‎ février 1992, p. 15-21 (ISSN 1157-2574)
- Geneviève Desplanches, « Une année très ordinaire : 1891 », Les Cahiers du pays de Plœmeur, no 2,‎ février 1992, p. 22-26 (ISSN 1157-2574)
- Jo Grenier, « La Reine des Flots : L'odyssée des 4 Canadiens de Kerroch embarqués sur la même galère (1939-1940) », Les Cahiers du pays de Plœmeur, no 2,‎ février 1992, p. 27-29 (ISSN 1157-2574)
- « Des écoliers découvrent Plœmeur sous l'occupation », Les Cahiers du pays de Plœmeur, no 2,‎ février 1992, p. 30-33 (ISSN 1157-2574)
- Maryvonne Moy, « Anne-Marie Robic : Héroïne de la Résistance, fusillée à 21 ans », Les cahiers du pays de Plœmeur, no 2,‎ février 1992, p. 34-38 (ISSN 1157-2574)

### No3- Mai 1993
Publication du 3e cahier d'Histoire du pays de Plœmeur.
- Yannick Perron, « Des dizaines de milliers de Plœmeurois et quelques cloches : Les registres paroissiaux de Plœmeur », Les cahiers du pays de Plœmeur, no 3,‎ mai 1993, p. 3-9 (ISSN 1157-2574)
- Maryvonne Moy, « La douairière de Kerivily en son manoir de Keroulan en 1721 », Les cahiers du pays de Plœmeur, no 3,‎ mai 1993, p. 10-11 (ISSN 1157-2574)
- Georges Quernin, « De l'Allemagne à la Louisiane par Plœmeur : Le tragique destin de 4 000 colons allemands en route vers la Louisiane au XVIIIe siècle », Les cahiers du pays de Plœmeur, no 3,‎ mai 1993, p. 12-18 (ISSN 1157-2574)
- Denise Le Guillou, « Un général qui a beaucoup à faire : L'administration de la paroisse de Plœmeur au XVIIIe siècle », Les cahiers du pays de Plœmeur, no 3,‎ mai 1993, p. 19-26 (ISSN 1157-2574)
- Maryvonne Moy, « Croix et calvaires de Plœmeur », Les cahiers du pays de Plœmeur, no 3,‎ mai 1993, p. 27-35 (ISSN 1157-2574)
- Geneviève Desplanches, « Les concours agricoles à Plœmeur et dans l'arrondissement de Lorient au milieu du XIXe siècle », Les cahiers du pays de Plœmeur, no 3,‎ mai 1993, p. 36-43 (ISSN 1157-2574)
- Ida Depardieu, « Les sardineries à Lomener du XIXe siècle au XXe siècle », Les cahiers du pays de Plœmeur, no 3,‎ mai 1993, p. 44-47 (ISSN 1157-2574)
- Jo Grenier, « Le littoral de Plœmeur : Cales et digues à Lomener et au Perello », Les cahiers du pays de Plœmeur, no 3,‎ mai 1993, p. 48-51 (ISSN 1157-2574)

### No4- Décembre 1994
Publication du 4e cahier d'Histoire du pays de Plœmeur.
- Yannick Perron, « Plœmeur / Planvour : “La grande paroisse” ou “la paroisse de Saint-Mémoire” », Les cahiers du pays de Plœmeur, no 4,‎ décembre 1994, p. 3 (ISSN 1157-2574)
- Georges Quernin, « Et Larmor fut... : La naissance difficile de la paroisse de Larmor puis de la commune de Larmor-Plage », Les cahiers du pays de Plœmeur, no 4,‎ décembre 1994, p. 4-12 (ISSN 1157-2574)
- Denise Le Guillou, « La courte histoire de Jeanne “enfant exposé” », Les cahiers du pays de Plœmeur, no 4,‎ décembre 1994, p. 13-15 (ISSN 1157-2574)
- Maryvonne Moy, « L'église Saint-Pierre de Plœmeur : 8 siècles d'histoire », Les cahiers du pays de Plœmeur, no 4,‎ décembre 1994, p. 16-24 (ISSN 1157-2574)
- Geneviève Desplanches, « Eugène Le Coupanec, un député de la 3e République », Les cahiers du pays de Plœmeur, no 4,‎ décembre 1994, p. 25-31 (ISSN 1157-2574)
- Ida Depardieu, « Kerpape : Le sanatorium marin de Kerpape et son préventorium forestier », Les cahiers du pays de Plœmeur, no 4,‎ décembre 1994, p. 32-38 (ISSN 1157-2574)
- Claude-Françoise Darcourt, « La culture du chou à Plœmeur et dans sa région », Les cahiers du pays de Plœmeur, no 4,‎ décembre 1994, p. 39-43 (ISSN 1157-2574)
- « Des élèves racontent l'histoire de l'eau à Plœmeur », Les cahiers du pays de Plœmeur, no 4,‎ décembre 1994, p. 44-47 (ISSN 1157-2574)

### N° 5 - Novembre 1996
Publication du 5e cahier d'Histoire du pays de Plœmeur.
- Yannick Perron, « L'année 1696 à Plœmeur », Les cahiers du pays de Plœmeur, no 5,‎ novembre 1996, p. 5-7 (ISSN 1157-2574)
- Solange Kervadec, « La dernière traversée de Dona Therese de Torres Immendosa », Les cahiers du pays de Plœmeur, no 5,‎ novembre 1996, p. 8-10 (ISSN 1157-2574)
- Hervé Le Pan, « Les prénoms plœmeurois au 17e siècle », Les cahiers du pays de Plœmeur, no 5,‎ novembre 1996, p. 11-12 (ISSN 1157-2574)
- Maryvonne Moy, « La chapelle Sainte-Anne », Les cahiers du pays de Plœmeur, no 5,‎ novembre 1996, p. 13-17 (ISSN 1157-2574)
- Geneviève Desplanches, « Crimes dans châtiment », Les cahiers du pays de Plœmeur, no 5,‎ novembre 1996, p. 18-22 (ISSN 1157-2574)
- Anne-Bénédicte Thomé, « Les croix de Port-Foll et leur mystère », Les cahiers du pays de Plœmeur, no 5,‎ novembre 1996, p. 23-24 (ISSN 1157-2574)
- « Le Cosquéric : une exploitation agricole au XVIIIe siècle », Les cahiers du pays de Plœmeur, no 5,‎ novembre 1996, p. 25-30 (ISSN 1157-2574)
- Maryvonne Moy, Marie-Thérèse Guyomar et Ernest Le Roy, « Le patronage de Plœmeur : enfantement et premiers pas (1880-1921) », Les cahiers du pays de Plœmeur, no 5,‎ novembre 1996, p. 31-34 (ISSN 1157-2574)
- Paul Evanno, « Lieux de mémoire : rappelant les conflits militaires du XXe siècle », Les cahiers du pays de Plœmeur, no 5,‎ novembre 1996, p. 35-37 (ISSN 1157-2574)
- Claude-François Darcourt, « Des "Putéoliens" en pays de Plœmeur : le village de vacances de la ville de Puteaux à Plœmeur », Les cahiers du pays de Plœmeur, no 5,‎ novembre 1996, p. 38-41 (ISSN 1157-2574)

### N° 6 hors série - Mai 1995
Publication du 6e (hors série : La poche de Lorient vécue par les Plœmeurois, témoignages) cahier d'Histoire du pays de Plœmeur.
- Collectif, « De la charrette au G.M.C. », Les cahiers du pays de Plœmeur, no 6 (hors série),‎ mai 1995, p. 5-8 (ISSN 1157-2574)
- Collectif, « Un canon pour le front de Nostang », Les cahiers du pays de Plœmeur, no 6 (hors série),‎ mai 1995, p. 9-10 (ISSN 1157-2574)
- Collectif, « Mon père était à ma communion ... », Les cahiers du pays de Plœmeur, no 6 (hors série),‎ mai 1995, p. 11 (ISSN 1157-2574)
- Collectif, « « Moi oui, mais pas mon fils ! » », Les cahiers du pays de Plœmeur, no 6 (hors série),‎ mai 1995, p. 12-13 (ISSN 1157-2574)
- Collectif, « La vache revient, les Allemands partent », Les cahiers du pays de Plœmeur, no 6 (hors série),‎ mai 1995, p. 14 (ISSN 1157-2574)
- Collectif, « C'était la « poche ».... », Les cahiers du pays de Plœmeur, no 6 (hors série),‎ mai 1995, p. 15 (ISSN 1157-2574)
- Collectif, « De Kermadehoy à Saïgon... En passant par Saint-Déron », Les cahiers du pays de Plœmeur, no 6 (hors série),‎ mai 1995, p. 16 (ISSN 1157-2574)
- Collectif, « « Si vous voulez des crêpes ... Trouvez du bois ... » », Les cahiers du pays de Plœmeur, no 6 (hors série),‎ mai 1995, p. 18 (ISSN 1157-2574)
- Collectif, « Du Château du Ter au Château du Ter », Les cahiers du pays de Plœmeur, no 6 (hors série),‎ mai 1995, p. 21 (ISSN 1157-2574)
- Collectif, « De l'usine à sardines de Lomener au bois de Sainte-Brigitte », Les cahiers du pays de Plœmeur, no 6 (hors série),‎ mai 1995, p. 23 (ISSN 1157-2574)
- Collectif, « « Nous n'étions pas libérés ... » », Les cahiers du pays de Plœmeur, no 6 (hors série),‎ mai 1995, p. 25 (ISSN 1157-2574)
- Collectif, « La fin d'un traite : Pas d'égalité dans la mort. », Les cahiers du pays de Plœmeur, no 6 (hors série),‎ mai 1995, p. 26 (ISSN 1157-2574)
- Collectif, « « Feu d'artifice sur Lorient » », Les cahiers du pays de Plœmeur, no 6 (hors série),‎ mai 1995, p. 28 (ISSN 1157-2574)
- Collectif, « Tués par les obus à Kerdiret », Les cahiers du pays de Plœmeur, no 6 (hors série),‎ mai 1995, p. 30 (ISSN 1157-2574)
- Collectif, « Une famille éclatée ... », Les cahiers du pays de Plœmeur, no 6 (hors série),‎ mai 1995, p. 31 (ISSN 1157-2574)
- Collectif, « 7 juin 1944 -La nuit la plus longue du Petit-Hanvot », Les cahiers du pays de Plœmeur, no 6 (hors série),‎ mai 1995, p. 33 (ISSN 1157-2574)
- Collectif, « Les rochers de la côte sans berniques ... », Les cahiers du pays de Plœmeur, no 6 (hors série),‎ mai 1995, p. 37 (ISSN 1157-2574)
- Collectif, « Ils ont été tués à Ploemeur durant la « poche » », Les cahiers du pays de Plœmeur, no 6 (hors série),‎ mai 1995, p. 44 (ISSN 1157-2574)

### N° 7 - Décembre 1997
Publication du 7e cahier d'Histoire du pays de Plœmeur.
- Martial Le Hir, « L'énigme des noyés de la Zélande, vaisseau du Roy », Les cahiers du pays de Plœmeur, no 7,‎ décembre 1997, p. 5-13 (ISSN 1157-2574)
- Yves Banallec et Martial Le Hir, « Deux siècles de conseils municipaux à Plœmeur », Les cahiers du pays de Plœmeur, no 7,‎ décembre 1997, p. 14-18 (ISSN 1157-2574)
- Bertrand Frélaut, « Les Frélaut - Le Hunsec : Une famille bretonne à Plœmeur (1779-1855) », Les cahiers du pays de Plœmeur, no 7,‎ décembre 1997, p. 19-23 (ISSN 1157-2574)
- Gilbert le Delliou, « Lomener - Kerroch : Une école née sous la 3e République », Les cahiers du pays de Plœmeur, no 7,‎ décembre 1997, p. 24-36 (ISSN 1157-2574)
- Geneviève Desplanches et Paul Evanno, « Le cimetière de Plœmeur », Les cahiers du pays de Plœmeur, no 7,‎ décembre 1997, p. 37-41 (ISSN 1157-2574)
- Ernest Le Roy, Maryvonne Moy et Marie-Thérèse Guyomar, « Le patronage de Plœmeur (suite) : 1921-1971... Souvenirs », Les cahiers du pays de Plœmeur, no 7,‎ décembre 1997, p. 42-48 (ISSN 1157-2574)
- Yves Tanguy, « Le sana de Kerpape à la Motte-Beuvron : Le séjour des "évacués" du Sana à la Motte-Beuvron », Les cahiers du pays de Plœmeur, no 7,‎ décembre 1997, p. 49-50 (ISSN 1157-2574)
- Claude-Françoise Darcourt, « La mémoire des hommes des champs : ou le monde rural de Plœmeur, jadis et naguère », Les cahiers du pays de Plœmeur, no 7,‎ décembre 1997, p. 51 (ISSN 1157-2574)

### N° 8 - Décembre 1998
Publication du 8e cahier d'Histoire du pays de Plœmeur.
- Yves Banallec et Alain Terras, « Le démembrement de la grande paroisse », Les cahiers du pays de Plœmeur, no 8,‎ décembre 1998, p. 5-11 (ISSN 1157-2574)
- Marcelle Le Coupanec, « Les malheurs du temps », Les cahiers du pays de Plœmeur, no 8,‎ décembre 1998, p. 12 (ISSN 1157-2574)
- Martial Le Hir, « Si les kaolins m'étaient contés », Les cahiers du pays de Plœmeur, no 8,‎ décembre 1998, p. 13-14 (ISSN 1157-2574)
- Gilbert Le Delliou et Solange Kervadec, « Soye, une cité dans la cité : Des origines au conflit 1939-1945 », Les cahiers du pays de Plœmeur, no 8,‎ décembre 1998, p. 15-26 (ISSN 1157-2574)
- Jacques Armand Cardon, « Souvenirs d'enfant : La Cité de Soye de 1947 à 1949 », Les cahiers du pays de Plœmeur, no 8,‎ décembre 1998, p. 27-30 (ISSN 1157-2574)
- Georges Quernin, « Une personnalité plœmeuroise, Joseph Le Gouhir : Historien de l'Équateur », Les cahiers du pays de Plœmeur, no 8,‎ décembre 1998, p. 31-35 (ISSN 1157-2574)
- Maryvonne Moy et Yannick Perron, « En marge de la guerre civile espagnole : Lomener, terre d'asile », Les cahiers du pays de Plœmeur, no 8,‎ décembre 1998, p. 36-41 (ISSN 1157-2574)
- Ernest Le Roy et Alain Fraisse, « Sur les traces du loup », Les cahiers du pays de Plœmeur, no 8,‎ décembre 1998, p. 42-45 (ISSN 1157-2574)

### N° 9 hors série - Mai 1999
Publication du 9e cahier (hors série) d'Histoire du pays de Plœmeur.
- Martial Le Hir, « Les Hommes du Blanc », Les cahiers du pays de Plœmeur, no 9 (hors série),‎ mai 1999, p. 1-44 (ISSN 1157-2574)

### N° 10 - Décembre 2000
Publication du 10e cahier d'Histoire du pays de Plœmeur.
- Yves Banallec, Marcelle Le Coupanec et Alain Fraisse, « Le monastère, le prieuré et le village de Lannénec », Les cahiers du pays de Plœmeur, no 10,‎ décembre 2000, p. 5-18 (ISSN 1157-2574)
- Yves Banallec, « Les institutions judiciaires de l'ancien régime en Bretagne », Les cahiers du pays de Plœmeur, no 10,‎ décembre 2000, p. 19-21 (ISSN 1157-2574)
- Georges Quernin et Alain Terras, « Quand San Francisco appartenait à un Plœmeurois », Les cahiers du pays de Plœmeur, no 10,‎ décembre 2000, p. 22-27 (ISSN 1157-2574)
- Roseline Le Squère, « Éléments de topographie plœmeuroise », Les cahiers du pays de Plœmeur, no 10,‎ décembre 2000, p. 28-33 (ISSN 1157-2574)
- Ida Depardieu et Antoinette Le Coroller, « Quelques lavoirs de Plœmeur : À travers les délibérations des conseils municipaux », Les cahiers du pays de Plœmeur, no 10,‎ décembre 2000, p. 34-37 (ISSN 1157-2574)
- Paul Evanno et Gilbert Le Delliou, « Le petit train de sable », Les cahiers du pays de Plœmeur, no 10,‎ décembre 2000, p. 38-41 (ISSN 1157-2574)
- Geneviève Desplanches, « Promenade dans le passé », Les cahiers du pays de Plœmeur, no 10,‎ décembre 2000, p. 44-46 (ISSN 1157-2574)

### N° 11 - Novembre 2001
Publication du 11e cahier d'Histoire du pays de Plœmeur.
- Gilbert Le Delliou, « Plœmeur et ses associations : 1901 / 2001 », Les cahiers du pays de Plœmeur, no 11,‎ novembre 2001, p. 4-9 (ISSN 1157-2574)
- Maryvonne Moy, « L'invasion anglaise de 1746 », Les cahiers du pays de Plœmeur, no 11,‎ novembre 2001, p. 10-17 (ISSN 1157-2574)
- Alain Terras, « Au XVIIIe siècle « vagabonder » rimait déjà avec « galérer » », Les cahiers du pays de Plœmeur, no 11,‎ novembre 2001, p. 18-22 (ISSN 1157-2574)
- Yves Banallec et Marcelle Le Coupanec, « Le Ter et ses habitants : 1re partie », Les cahiers du pays de Plœmeur, no 11,‎ novembre 2001, p. 23-37 (ISSN 1157-2574)
- Geneviève Desplanches, « Les débuts de l'aide sociale à Plœmeur », Les cahiers du pays de Plœmeur, no 11,‎ novembre 2001, p. 38-45 (ISSN 1157-2574)
- Julien Amghar, « La construction portuaire et les activités maritimes du XIXe au XXe siècle », Les cahiers du pays de Plœmeur, no 11,‎ novembre 2001, p. 46-48 (ISSN 1157-2574)

### N° 12 - Décembre 2002
Publication du 12e cahier d'Histoire du pays de Plœmeur.
- Maud Foucher, « Les chapelles disparues du patrimoine plœmeurois », Les cahiers du pays de Plœmeur, no 12,‎ décembre 2002, p. 4-9 (ISSN 1157-2574)
- Gilbert Le Delliou et Catherine et Jean-Yves Le Lan, « Les carrières de granit sur la cote de Plœmeur », Les cahiers du pays de Plœmeur, no 12,‎ décembre 2002, p. 10-16 (ISSN 1157-2574)
- Yves Banallec et Marcelle Le Coupanec, « Le Ter et ses habitants : 2e partie », Les cahiers du pays de Plœmeur, no 12,‎ décembre 2002, p. 17-28 (ISSN 1157-2574)
- Alain Fraisse et Marie-Thérèse Guyomar, « Portrait-type du Plœmeurois de l'an VI », Les cahiers du pays de Plœmeur, no 12,‎ décembre 2002, p. 29-30 (ISSN 1157-2574)
- Maryvonne Moy et Jean-Jacques Carriou, « Plœmeur et ses commerces : des temps les plus anciens jusqu'au années 1960 », Les cahiers du pays de Plœmeur, no 12,‎ décembre 2002, p. 31-37 (ISSN 1157-2574)
- Solange Kervadec, « La saga des familles Thanguy et Molgat : de Plœmeur à Sainte-Rose-du-lac (Manitoba-Canada) », Les cahiers du pays de Plœmeur, no 12,‎ décembre 2002, p. 38-44 (ISSN 1157-2574)

### N° 13 - Juillet 2003
Publication du 13e cahier d'Histoire du pays de Plœmeur.
- « Les différentes périodes à Plœmeur », Les cahiers du pays de Plœmeur, no 13 « Plœmeur et ses mégalithes »,‎ juillet 2003, p. 6 (ISSN 1157-2574)
- Yannick Lecerf, « Plœmeur », Les cahiers du pays de Plœmeur, no 13 « Plœmeur et ses mégalithes »,‎ juillet 2003, p. 7-9 (ISSN 1157-2574)
- « Les mégalithes de l'intérieur », Les cahiers du pays de Plœmeur, no 13 « Plœmeur et ses mégalithes »,‎ juillet 2003, p. 10-11 (ISSN 1157-2574)
- « L'abbé Mahé et François Marie Cayot Délandre », Les cahiers du pays de Plœmeur, no 13 « Plœmeur et ses mégalithes »,‎ juillet 2003, p. 12 (ISSN 1157-2574)
- « Du Guermeur à Kerroch », Les cahiers du pays de Plœmeur, no 13 « Plœmeur et ses mégalithes »,‎ juillet 2003, p. 13-14 (ISSN 1157-2574)
- « Zacharie Le Rouzic, Marthe et Saint-Just Péquart », Les cahiers du pays de Plœmeur, no 13 « Plœmeur et ses mégalithes »,‎ juillet 2003, p. 15 (ISSN 1157-2574)
- « Menhirs et dolmens du Courégant à Kervernoïs en passant par le Penher », Les cahiers du pays de Plœmeur, no 13 « Plœmeur et ses mégalithes »,‎ juillet 2003, p. 16-20 (ISSN 1157-2574)
- « Kerham : une occupation humaine vieille de plusieurs centaines de milliers d'années », Les cahiers du pays de Plœmeur, no 13 « Plœmeur et ses mégalithes »,‎ juillet 2003, p. 21-30 (ISSN 1157-2574)
- « Louis Le Pontois et Paul du Chatellier », Les cahiers du pays de Plœmeur, no 13 « Plœmeur et ses mégalithes »,‎ juillet 2003, p. 31 (ISSN 1157-2574)
- « L'ensemble de Saint-Jude », Les cahiers du pays de Plœmeur, no 13 « Plœmeur et ses mégalithes »,‎ juillet 2003, p. 32-35 (ISSN 1157-2574)
- « Les ateliers de bouilleurs de sel », Les cahiers du pays de Plœmeur, no 13 « Plœmeur et ses mégalithes »,‎ juillet 2003, p. 36 (ISSN 1157-2574)
- « Le dolmen du Cruguellic », Les cahiers du pays de Plœmeur, no 13 « Plœmeur et ses mégalithes »,‎ juillet 2003, p. 37-39 (ISSN 1157-2574)
- « Tumulus de Beg er Lann », Les cahiers du pays de Plœmeur, no 13 « Plœmeur et ses mégalithes »,‎ juillet 2003, p. 40 (ISSN 1157-2574)
- « Dolmen de Saint-Adrien », Les cahiers du pays de Plœmeur, no 13 « Plœmeur et ses mégalithes »,‎ juillet 2003, p. 41-42 (ISSN 1157-2574)
- « La « grotte » de Kergantic », Les cahiers du pays de Plœmeur, no 13 « Plœmeur et ses mégalithes »,‎ juillet 2003, p. 43 (ISSN 1157-2574)
- « Un « vrai-faux » menhir », Les cahiers du pays de Plœmeur, no 13 « Plœmeur et ses mégalithes »,‎ juillet 2003, p. 43 (ISSN 1157-2574)
- « Situation des sites mégalithiques plœmeurois », Les cahiers du pays de Plœmeur, no 13 « Plœmeur et ses mégalithes »,‎ juillet 2003, p. 44-45 (ISSN 1157-2574)

### N° 14 - Décembre 2004
Publication du 14e cahier d'Histoire du pays de Plœmeur.
- Jeannine Perron, « La bénédiction des Courreaux de Groix », Les cahiers du pays de Plœmeur, no 14 « Autour de la mer »,‎ décembre 2004, p. 5-7 (ISSN 1157-2574)
- Maryvonne Moy, « Bretons et Vendéens », Les cahiers du pays de Plœmeur, no 14 « Autour de la mer »,‎ décembre 2004, p. 8-11 (ISSN 1157-2574)
- Maryvonne Moy, « Les sardineries à Plœmeur », Les cahiers du pays de Plœmeur, no 14 « Autour de la mer »,‎ décembre 2004, p. 12-14 (ISSN 1157-2574)
- Michelines Kernéïs, Jean-Jacques Carriou et Ernest Le Roy, « Les femmes de Kerroch », Les cahiers du pays de Plœmeur, no 14 « Autour de la mer »,‎ décembre 2004, p. 15-19 (ISSN 1157-2574)
- Georges Quernin, « Quand San Francisco appartenait à un Plœmeurois : quelques précisions concernant la famille de Joseph Limantour », Les cahiers du pays de Plœmeur, no 14,‎ décembre 2004, p. 20-22 (ISSN 1157-2574)
- Yves Banallec, « Essai de biographie de Louis Le Pontois, officier de marine et archéologue », Les cahiers du pays de Plœmeur, no 14,‎ décembre 2004, p. 23-28 (ISSN 1157-2574)
- Gilbert Le Delliou, « Prisonniers de guerre : soldats méconnus », Les cahiers du pays de Plœmeur, no 14,‎ décembre 2004, p. 29-45 (ISSN 1157-2574)

### N° 15 - Décembre 2005
Publication du 15e cahier d'Histoire du pays de Plœmeur.
- Catherine et Jean-Yves Le Lan, « Le domaine de Kermadehoy », Les cahiers du pays de Plœmeur, no 15,‎ décembre 2005, p. 4-13 (ISSN 1157-2574)
- Catherine et Jean-Yves Le Lan, « Le vice-amiral Charles Favereau », Les cahiers du pays de Plœmeur, no 15,‎ décembre 2005, p. 11 (ISSN 1157-2574)
- Georges Quernin, « La liaison Larmor-Lorient », Les cahiers du pays de Plœmeur, no 15,‎ décembre 2005, p. 14-17 (ISSN 1157-2574)
- Yves Banallec et Martine Touvay, « Histoire des viviers du Pérello », Les cahiers du pays de Plœmeur, no 15,‎ décembre 2005, p. 18-25 (ISSN 1157-2574)
- Geneviève et Pierre Quéré, « Frégates au combat de Kerpape », Les cahiers du pays de Plœmeur, no 15,‎ décembre 2005, p. 26-27 (ISSN 1157-2574)
- Jean-Jacques Carriou et Micheline Kerneis, « Le littoral plœmeurois : 1re partie, entre Kerroch et Le Pérello », Les cahiers du pays de Plœmeur, no 15,‎ décembre 2006, p. 28-33 (ISSN 1157-2574)
- Alain Terras, « Le fils d'un Plœmeurois dans les combats du « maquis de Saint-Marcel » », Les cahiers du pays de Plœmeur, no 15,‎ décembre 2006, p. 34-42 (ISSN 1157-2574)
- Paul Evanno, « Les combattants de la guerre de 1914 à 1918 », Les cahiers du pays de Plœmeur, no 15,‎ décembre 2006, p. 43-45 (ISSN 1157-2574)
- Jean-Yves Le Lan, « Pendeloque du dolmen de Caudric », Les cahiers du pays de Plœmeur, no 15,‎ décembre 2006, p. 47 (ISSN 1157-2574)

### N° 16 - Décembre 2006
Publication du 16e cahier d'Histoire du pays de Plœmeur.
- Yves Banallec, Alain Fraisse, Jean-Yves Le Lan et Alain Terras, « Naissance d'un pays : Du paléolithique à 1498 », Les cahiers du pays de Plœmeur, no 16,‎ décembre 2006, p. 4-15 (ISSN 1157-2574)
- Yves Banallec, « Biographie du général Jean Raymond Charles Bourke », Les cahiers du pays de Plœmeur, no 16,‎ décembre 2006, p. 16-20 (ISSN 1157-2574)
- Yannick Le Verger, « La Poste à Plœmeur », Les cahiers du pays de Plœmeur, no 16,‎ décembre 2006, p. 21-25 (ISSN 1157-2574)
- Alain Terras, « Michel Salo : Voleur pour son compte ou voleur sur ordre ? », Les cahiers du pays de Plœmeur, no 16,‎ décembre 2006, p. 26-28 (ISSN 1157-2574)
- Geneviève et Pierre Quéré, « Le 62e Régiment d'Infanterie de Lorient pendant la grande guerre », Les cahiers du pays de Plœmeur, no 16,‎ décembre 2006, p. 29-34 (ISSN 1157-2574)
- Jean-Yves Le Lan, « Le feu chercheur de Kerroch », Les cahiers du pays de Plœmeur, no 16,‎ décembre 2006, p. 35-39 (ISSN 1157-2574)
- Jean-Jacques Carriou et Micheline Kerneis, « Le littoral plœmeurois : 2e partie, entre Kerroch et Le Fort-Bloqué », Les cahiers du pays de Plœmeur, no 16,‎ décembre 2006, p. 40-46 (ISSN 1157-2574)

### N° 17 - Décembre 2007
Publication du 17e cahier d'Histoire du pays de Plœmeur.
- Nicole Alexandre et Alain Terras, « Les fours à pain », Les cahiers du pays de Plœmeur, no 17,‎ décembre 2007, p. 5-10 (ISSN 1157-2574)
- Yves Banallec, Alain Fraisse et Jean-Yves Le Lan, « Histoire du domaine de Kervergant », Les cahiers du pays de Plœmeur, no 17,‎ décembre 2007, p. 11-15 (ISSN 1157-2574)
- Jean-Yves Le Lan, « Le naufrage du Saint-Géran : De nombreuses familles plœmeuroises touchées », Les cahiers du pays de Plœmeur, no 17,‎ décembre 2007, p. 16-21 (ISSN 1157-2574)
- Paul Evanno et Jean-Yves Le Lan, « Les souterrains de Saint-Mathurin », Les cahiers du pays de Plœmeur, no 17,‎ décembre 2007, p. 22-25 (ISSN 1157-2574)
- Pierre Quéré, « Quand la guillotine fonctionnait place Alsace-Lorraine », Les cahiers du pays de Plœmeur, no 17,‎ décembre 2007, p. 26-28 (ISSN 1157-2574)
- Yannick Le Verger, « Plœmeur au temps du choléra », Les cahiers du pays de Plœmeur, no 17,‎ décembre 2007, p. 29-32 (ISSN 1157-2574)
- Paul Evanno, « Plœmeurois morts pour la France pendant la guerre de 1870 », Les cahiers du pays de Plœmeur, no 17,‎ décembre 2007, p. 33-35 (ISSN 1157-2574)
- Claude Hélias, Jean-Yves Le Lan et Jean Robic, « Le crash d'un spitfire à Kercavès le 27 juillet 1944 », Les cahiers du pays de Plœmeur, no 17,‎ décembre 2007, p. 36-41 (ISSN 1157-2574)
- Geneviève Quéré, « La campagne de Tunisie : Une famille plœmeuroise à Ferryville », Les cahiers du pays de Plœmeur, no 17,‎ décembre 2007, p. 42-46 (ISSN 1157-2574)
- Jean-Yves Le Lan, « Les briques de Kerolay », Les cahiers du pays de Plœmeur, no 17,‎ décembre 2007, p. 47 (ISSN 1157-2574)

### N° 18 - Décembre 2008
Publication du 18e cahier d'Histoire du pays de Plœmeur.
- Lucien Penven, « Le fort du Keragan dit Fort Bloqué », Les cahiers du pays de Plœmeur, no 18,‎ décembre 2008, p. 3-13 (ISSN 1157-2574)
- Georges Quernin, « Récit d'un voyage à la Nouvelle-Orléans en 1727 », Les cahiers du pays de Plœmeur, no 18,‎ décembre 2008, p. 14-18 (ISSN 1157-2574)
- René Vassart, « La défense fixe des côtes dans le passé de Larmor-Plage : Le témoin caché de Toulhars », Les cahiers du pays de Plœmeur, no 18,‎ décembre 2008, p. 19-28 (ISSN 1157-2574)
- Michel Vogein, « Le village de Saint-Mathurin », Les cahiers du pays de Plœmeur, no 18,‎ décembre 2008, p. 29-34 (ISSN 1157-2574)
- Pierre Quéré, « La tragédie de la Framée », Les cahiers du pays de Plœmeur, no 18,‎ décembre 2008, p. 35-36 (ISSN 1157-2574)
- Jean-Yves Le Lan, « Bourrelier, un artisan autrefois indispensable », Les cahiers du pays de Plœmeur, no 18,‎ décembre 2008, p. 37-39 (ISSN 1157-2574)
- Jean-Jacques Carriou et Jean-Yves Le Lan, « L'araignée, le crabe aimé des Plœmeurois », Les cahiers du pays de Plœmeur, no 18,‎ décembre 2008, p. 40-47 (ISSN 1157-2574)
- Jean-Yves Le Lan, « Monnaie romaine au Fort Bloqué », Les cahiers du pays de Plœmeur, no 18,‎ décembre 2008, p. 48-49 (ISSN 1157-2574)

### N° 19 - Décembre 2009
Publication du 19e cahier d'Histoire du pays de Plœmeur : l'un des articles est consacré à Louis Lessart, élu maire de Plœmeur de 1967 à 1983.
- Yves Banallec, Jean-Yves Le Lan et Alain Terras, « La paroisse de Plœmeur, ses presbytères, ses prêtres jusque 1800 », Les cahiers du pays de Plœmeur, no 19,‎ décembre 2009, p. 3-16 (ISSN 1157-2574)
- Yves Banallec, Alain Fraisse et Jean-Yves Le Lan, « Le manoir de Penhoat », Les cahiers du pays de Plœmeur, no 19,‎ décembre 2009, p. 17-19 (ISSN 1157-2574)
- Georges Quernin, « Échouage de la Dévastation », Les cahiers du pays de Plœmeur, no 19,‎ décembre 2009, p. 20-22 (ISSN 1157-2574)
- Geneviève Quéré, « Les commerces Falquerho », Les cahiers du pays de Plœmeur, no 19,‎ décembre 2009, p. 23-28 (ISSN 1157-2574)
- Yves Banallec, Alain Fraisse et Jean-Yves Le Lan, « Paul François : Premier industriel pour l'exploitation du kaolin », Les cahiers du pays de Plœmeur, no 19,‎ décembre 2009, p. 29-31 (ISSN 1157-2574)
- Yannick Le Verger, « Une enfance à Lomener, ou la vie de Louis Lessart, ancien maire de Plœmeur », Les cahiers du pays de Plœmeur, no 19,‎ décembre 2009, p. 32-36 (ISSN 1157-2574)
- Jean-Yves Le Lan, « Témoignage d'Erich Grote : Officier allemand », Les cahiers du pays de Plœmeur, no 19,‎ décembre 2009, p. 37-39 (ISSN 1157-2574)
- Catherine Le Lan et Jean-Yves Le Lan, « Quand l'école laïque des filles de Plœmeur était rue du Fort-Bloqué : Les années 1948 à 1960 », Les cahiers du pays de Plœmeur, no 19,‎ décembre 2009, p. 40-45 (ISSN 1157-2574)
- Jean-Yves Le Lan, « Rond-point et stèle en mémoire d'Ernest Russell Lyon », Les cahiers du pays de Plœmeur, no 19,‎ décembre 2009, p. 46-47 (ISSN 1157-2574)

### N° 20 - Décembre 2010
Publication du 20e cahier d'Histoire du pays de Plœmeur.
- Yves Banallec, Jean-Yves Le Lan et Alain Terras, « La commune de Plœmeur, ses presbytères et ses prêtres : deuxième partie, la fin du XVIIIe siècle au XXe siècle », Les cahiers du pays de Plœmeur, no 20,‎ décembre 2010, p. 3-7 (ISSN 1157-2574)
- « Le prieuré de Saint-Michel des Montagnes », Les cahiers du pays de Plœmeur, no 20,‎ décembre 2010, p. 10-13 (ISSN 1157-2574)
- Yves Banallec, Alain Fraisse et Jean-Yves Le Lan, « L'île Saint-Michel », Les cahiers du pays de Plœmeur, no 20,‎ décembre 2010, p. 14-16 (ISSN 1157-2574)
- Pierre Quéré et Michel Vogein, « Manoir de Kermélo : un adieu sans larmes », Les cahiers du pays de Plœmeur, no 20,‎ décembre 2010, p. 17-22 (ISSN 1157-2574)
- Lucien Penven, « Milices gardes-côtes et canonniers gardes-côtes dans la surveillance et la défense du littoral du Pays de Plœmeur du XVIIe au XIXe siècle », Les cahiers du pays de Plœmeur, no 20,‎ décembre 2010, p. 23-32 (ISSN 1157-2574)
- Jean-Paul Even, « Le camping à Plœmeur », Les cahiers du pays de Plœmeur, no 20,‎ décembre 2010, p. 33-43 (ISSN 1157-2574)
- Jean-Yves Le Lan, « Le fondateur du Tour du Saint-Laurent Cycliste », Les cahiers du pays de Plœmeur, no 20,‎ décembre 2010, p. 44-47 (ISSN 1157-2574)
- Paul Evanno et Jean-Yves Le Lan, « Une nouvelle croix recensée sur Plœmeur », Les cahiers du pays de Plœmeur, no 20,‎ décembre 2010, p. 48-49 (ISSN 1157-2574)

### N° 21 - Décembre 2011
Publication du 21e cahier d'Histoire du pays de Plœmeur : cette livraison bénéficie « d'une importante iconographie et d'une mise en page plus moderne, plus volumineuse », on y trouve notamment un article de Jean-Yves Le Lan consacré à Henri Dupuy de Lôme.
- Alain Terras, « Les Romieux : de tonnelier à vin dans l'Hérault à tonnelier à sardines en Bretagne », Les cahiers du pays de Plœmeur, no 21,‎ décembre 2011, p. 4-17 (ISSN 1157-2574)
- Jean-Yves Le Lan, « Dupuy de Lôme : ingénieur et homme politique », Les cahiers du pays de Plœmeur, no 21,‎ décembre 2011, p. 18-25 (ISSN 1157-2574)
- Yves Banallec, « Louis Le Hunsec : Plœmeurois et... archevêque », Les cahiers du pays de Plœmeur, no 21,‎ décembre 2011, p. 26-32 (ISSN 1157-2574)
- Guy Bizien et Jean-Paul Even, « Les tempêtes, les inondations et l'aménagement du littoral depuis 150 ans », Les cahiers du pays de Plœmeur, no 21,‎ décembre 2011, p. 33-45 (ISSN 1157-2574)
- Jean-Yves Le Lan, « Les maquettes de la chapelle Notre-Dame de la Garde à Lomener », Les cahiers du pays de Plœmeur, no 21,‎ décembre 2011, p. 46-48 (ISSN 1157-2574)
- Guy Bizien, « Gustave Le Floch : Le voyage d'un jeune patriote jusqu'au bout de l'enfer nazi », Les cahiers du pays de Plœmeur, no 21,‎ décembre 2011, p. 49-55 (ISSN 1157-2574)
- Geneviève et Pierre Quéré, « Souvenirs d'enfance à Madagascar (1939-1946) », Les cahiers du pays de Plœmeur, no 21,‎ décembre 2011, p. 56-63 (ISSN 1157-2574)
- Jean-Yves Le Lan, « Le Livre d'Or de Plœmeur », Les cahiers du pays de Plœmeur, no 21,‎ décembre 2011, p. 64 (ISSN 1157-2574)

### N° 22 - Décembre 2012
Publication du 22e cahier d'Histoire du pays de Plœmeur. Cette nouvelle livraison compte dix articles, notamment la douane de Plœmeur et l'analyse d'une promenade au Fort-Bloqué faite par André Breton, qu'il a raconté dans son récit L'Amour fou.
- Jean-Louis Michelet, « Tragédies à la Pointe des Blagueurs : La famille Busson », Les cahiers du pays de Plœmeur, no 22,‎ décembre 2012, p. 3-9 (ISSN 1157-2574)
- Jean-Yves Le Lan, « Un Plœmeurois devient Néo-Zélandais », Les cahiers du pays de Plœmeur, no 22,‎ décembre 2012, p. 10-12 (ISSN 1157-2574)
- Lucien Penven, « Les douaniers dans la surveillance du littoral du Pays de Plœmeur, de la Révolution à 1860 », Les cahiers du pays de Plœmeur, no 22,‎ décembre 2012, p. 13-25 (ISSN 1157-2574)
- Guy Bizien et Jean-Yves Le Lan, « Corentin Bizien : De la langouste de Lomener à la crevette d'Air France », Les cahiers du pays de Plœmeur, no 22,‎ décembre 2012, p. 26-39 (ISSN 1157-2574)
- Joy Elzneur, « André Breton au Fort-Bloqué », Les cahiers du pays de Plœmeur, no 22,‎ décembre 2012, p. 40-51 (ISSN 1157-2574)
- Jean-Yves Le Lan, « La Vierge du Courégant », Les cahiers du pays de Plœmeur, no 22,‎ décembre 2012, p. 52-53 (ISSN 1157-2574)
- Jean-Yves Le Lan et Jean Robic, « Une évasion ratée », Les cahiers du pays de Plœmeur, no 22,‎ décembre 2012, p. 54-55 (ISSN 1157-2574)
- Pierre Quéré, « Louis Kermabon, de Kerroch à Mers el Kébir », Les cahiers du pays de Plœmeur, no 22,‎ décembre 2012, p. 56-58 (ISSN 1157-2574)
- Bernard Horel, « Arbres remarquables de Plœumeur », Les cahiers du pays de Plœmeur, no 22,‎ décembre 2012, p. 59-63 (ISSN 1157-2574)
- Yannick Le Verger, « La Fontaine avait raison ! », Les cahiers du pays de Plœmeur, no 22,‎ décembre 2012, p. 64 (ISSN 1157-2574)

### N° 23 - Décembre 2013
Publication du 23e cahier d'Histoire du pays de Plœmeur, cette livraison présente notamment l'histoire : « de la paroisse primitive qui englobait le territoire actuel des communes de Ploemeur, Quéven, Pont-Scorff, Gestel, Larmor-Plage et Lorient » ; des marins de navires coulés durant la Première Guerre mondiale : le cuirassé Bouvet et le croiseur cuirassé Léon Gambetta;  du premier « projet de station balnéaire à Larmor ».
- Yves Banallec et Jean-Yves Le Lan, « L'évolution des paroisses, des villages et hameaux de Plœmeur : Un essai sur leur mutation et leur disparition », Les cahiers du pays de Plœmeur, no 23,‎ décembre 2013, p. 3-10 (ISSN 1157-2574)
- Jean-Yves Le Lan, « La manoir et le château de Kerihuer », Les cahiers du pays de Plœmeur, no 23,‎ décembre 2013, p. 11-15 (ISSN 1157-2574)
- Dominique Paulet, « Le pourpris de Kerulvé », Les cahiers du pays de Plœmeur, no 23,‎ décembre 2013, p. 16-21 (ISSN 1157-2574)
- André-Pierre Lannée et Alain Terras, « 1884 - Trois artistes peintres américains à Larmor », Les cahiers du pays de Plœmeur, no 23,‎ décembre 2013, p. 22-28 (ISSN 1157-2574)
- Lucien Penven, « Quand le Fort Bloqué était un champ de tir », Les cahiers du pays de Plœmeur, no 23,‎ décembre 2013, p. 29-37 (ISSN 1157-2574)
- Lucien Gourong, « Sur la piste de l'énigmatique Comtesse de Morval à Plœmeur et au Pays de Lorient », Les cahiers du pays de Plœmeur, no 23,‎ décembre 2013, p. 38-44 (ISSN 1157-2574)
- Jean-Yves Le Lan, « Morts à bord du Bouvet dans les Dardanelles », Les cahiers du pays de Plœmeur, no 23,‎ décembre 2013, p. 45-46 (ISSN 1157-2574)
- Jean-Yves Le Lan, « Trois familles plœmeuroises touchées par le torpillage du croiseur cuirassé Léon Gambetta », Les cahiers du pays de Plœmeur, no 23,‎ décembre 2013, p. 47 (ISSN 1157-2574)
- André-Pierre Lannée et Georges Quernin, « Projets d'urbanisation à Larmor », Les cahiers du pays de Plœmeur, no 23,‎ décembre 2013, p. 48-49 (ISSN 1157-2574)
- Guy Bizien, « Eugène Le Cloirec : Un marin de Kerroc'h, rescapé de Mers el-Kébir », Les cahiers du pays de Plœmeur, no 23,‎ décembre 2013, p. 50-56 (ISSN 1157-2574)
- Jean-Jacques Carriou, « Témoignage d'Émile Lamouche : Engagé volontaire dans les Forces françaises libres (1re partie) », Les cahiers du pays de Plœmeur, no 23,‎ décembre 2013, p. 57-67 (ISSN 1157-2574)
- Yannick Le Verger, « Quatre rues, trois places, et un billet de logement ! », Les cahiers du pays de Plœmeur, no 23,‎ décembre 2013, p. 68 (ISSN 1157-2574)
- Marie-José Hébert et Francis Ribault, « Renaissance d'une fontaine », Les cahiers du pays de Plœmeur, no 23,‎ décembre 2013, p. 69-71 (ISSN 1157-2574)
- Jean-Yves Le Lan, « Croix de la fontaine de Kervergant », Les cahiers du pays de Plœmeur, no 23,‎ décembre 2013, p. 72 (ISSN 1157-2574)

### N° 24 - Décembre 2014
Publication du 24e cahier d'Histoire du pays de Plœmeur : tirée à 800 exemplaires, cette livraison comporte des articles sur la gestion de l'eau et des ruisseaux à Plœmeur, l'histoire de l'épave échouée aux Saisies à Larmor et celle du chantier naval de Kermelo.
- « Extrait de la section K de Lomener du Cadastre napoléonien », Les cahiers du pays de Plœmeur, no 24,‎ décembre 2014, p. 2e et 3e de couverture (ISSN 1157-2574)
- Gilbert-Robert Delahaye, « La fouille de Parc-er-Voudenn par Louis Le Pontois », Les cahiers du pays de Plœmeur, no 24,‎ décembre 2014, p. 3-6 (ISSN 1157-2574)
- Jean-Yves Le Lan et Yannick Le Verger, « Histoire d'eau », Les cahiers du pays de Plœmeur, no 24,‎ décembre 2014, p. 7-14 (ISSN 1157-2574)
- François Drevet, « Les du Bouëtiez au Pays de Plœmeur », Les cahiers du pays de Plœmeur, no 24,‎ décembre 2014, p. 15-22 (ISSN 1157-2574)
- Guy Bizien, « Le château Corbierre, une villa balnéaire à Lomener », Les cahiers du pays de Plœmeur, no 24,‎ décembre 2014, p. 23-25 (ISSN 1157-2574)
- Francis Ribault, « Plœmeur visitée à travers picturale », Les cahiers du pays de Plœmeur, no 24,‎ décembre 2014, p. 26-33 (ISSN 1157-2574)
- Lucien Penven, « Histoire de deux grands invalides de la Grande Guerre », Les cahiers du pays de Plœmeur, no 24,‎ décembre 2014, p. 34-39 (ISSN 1157-2574)
- André-Pierre Lannée et Alain Terras, « Épaves échouées aux Saisies à Larmor-Plage et à Keroman sur le Ter à Lorient », Les cahiers du pays de Plœmeur, no 24,‎ décembre 2014, p. 40-44 (ISSN 1157-2574)
- Jean-Yves Le Lan, « L'aviation civile à Lorient, l'action de Louis Mazet », Les cahiers du pays de Plœmeur, no 24,‎ décembre 2014, p. 45-51 (ISSN 1157-2574)
- Jean-Yves Le Lan et Guy Royant, « Le chantier naval de Kermélo », Les cahiers du pays de Plœmeur, no 24,‎ décembre 2014, p. 52-61 (ISSN 1157-2574)
- Michel Vogein, « Armand Evrard, un long et dangereux périple », Les cahiers du pays de Plœmeur, no 24,‎ décembre 2014, p. 62-69 (ISSN 1157-2574)
- Jean-Jacques Carriou, « Témoignage d'Émile Lamouche : Engagé volontaire dans les Forces françaises libres (2e partie) », Les cahiers du pays de Plœmeur, no 24,‎ décembre 2014, p. 70-75 (ISSN 1157-2574)
- Marie-Jo Hébert, « Les ruisseaux de Plœmeur », Les cahiers du pays de Plœmeur, no 24,‎ décembre 2014, p. 76-79 (ISSN 1157-2574)
- Jean-Yves Le Lan, « La bannières de sainte Anne de la paroisse de Plœmeur », Les cahiers du pays de Plœmeur, no 24,‎ décembre 2014, p. 80 (ISSN 1157-2574)

### N° 25 - Décembre 2015
Publication du 25e cahier d'Histoire du pays de Plœmeur : cette livraison comporte entre autres des sujets sur les communes de Plœmeur et Larmor, mais aussi un article consacré au peintre de la marine Charles Longueville et un autre à Laurent Esnoul Deschateles, armateur de la Compagnie des Indes, qui fit construire le château de Soye à Plœmeur.
- Jean-Yves Le Lan et Alain Terras, « Histoire du manoir de Pouillot », Les cahiers du pays de Plœmeur, no 25,‎ décembre 2015, p. 3-7 (ISSN 1157-2574)
- André-Pierre Lannée et Alain Terras, « Le moulin de Larmor (Moulin du Prince) », Les cahiers du pays de Plœmeur, no 25,‎ décembre 2015, p. 8-11 (ISSN 1157-2574)
- Charles Brisset et Jean-Yves Le Lan, « Les Esnoul Deschateles », Les cahiers du pays de Plœmeur, no 25,‎ décembre 2015, p. 12-16 (ISSN 1157-2574)
- Gwenaël Martin, « Plœmeur dans la littérature », Les cahiers du pays de Plœmeur, no 25,‎ décembre 2015, p. 17-25 (ISSN 1157-2574)
- André-Pierre Lannée et Alain Terras, « Charles Longueville, peintre officiel de la Marine, peint Larmor », Les cahiers du pays de Plœmeur, no 25,‎ décembre 2015, p. 26-30 (ISSN 1157-2574)
- Gwenaël Martin, « L'abbé Le Franc : au plus près de la mer et des gens », Les cahiers du pays de Plœmeur, no 25,‎ décembre 2015, p. 31-33 (ISSN 1157-2574)
- Geneviève Quéré et Pierre Quéré, « La courte guerre de Jean-Louis Le Goff », Les cahiers du pays de Plœmeur, no 25,‎ décembre 2015, p. 34-36 (ISSN 1157-2574)
- Michel Briant et Yannick Le Verger, « Le château de Kernével : de la Villa Sévène au Château Deporte », Les cahiers du pays de Plœmeur, no 25,‎ décembre 2015, p. 37-39 (ISSN 1157-2574)
- Marie-Jo Hébert et Francis Ribault, « La passion d'un collectionneur », Les cahiers du pays de Plœmeur, no 25,‎ décembre 2015, p. 40-42 (ISSN 1157-2574)
- Lucien Penven, « Les premières années de la Grande Guerre à Plœmeur et l'emploi des prisonniers de guerre allemands 1914-1917 », Les cahiers du pays de Plœmeur, no 25,‎ décembre 2015, p. 43-54 (ISSN 1157-2574)
- Jean-Yves Le Lan, « Albert Le Roy, victime de la barbarie nazie », Les cahiers du pays de Plœmeur, no 25,‎ décembre 2015, p. 55-57 (ISSN 1157-2574)
- Jean-Jacques Carriou et Emmanuelle Yhuel-Bertin, « Louis Collet, un mareyeur belge à Kerroc'h », Les cahiers du pays de Plœmeur, no 25,‎ décembre 2015, p. 58-64 (ISSN 1157-2574)
- Jean-Yves Le Lan et Jean Robic, « Une forteresse volante s'écrase à Kerlivio », Les cahiers du pays de Plœmeur, no 25,‎ décembre 2015, p. 65-68 (ISSN 1157-2574)
- Jean-Yves Le Lan, « Marc Daniel : un Plœmeurois à Monte Cassino 1943-1944 », Les cahiers du pays de Plœmeur, no 25,‎ décembre 2015, p. 69-72 (ISSN 1157-2574)

### N° 26 - Décembre 2016
Publication du 26e cahier d'Histoire du pays de Plœmeur,,.
- Jean-Yves Le Lan, « Georges Quernin nous a quittés en fin d’année 2015 », Les cahiers du pays de Plœmeur, no 26,‎ décembre 2016, p. 3 (ISSN 1157-2574)
- Georges Quernin, « L’indépendance du village de Larmor », Les cahiers du pays de Plœmeur, no 26,‎ décembre 2016, p. 4-13 (ISSN 1157-2574)
- Pierre Hollocou et Jean-Yves Le Lan, « Les manoirs de Breuzent et Kerivily en Ploemeur », Les cahiers du pays de Plœmeur, no 26,‎ décembre 2016, p. 14-22 (ISSN 1157-2574)
- Jean-Yves Le Lan et Lucien Penven, « La pointe du Talut : un endroit stratégique du littoral ploemeurois », Les cahiers du pays de Plœmeur, no 26,‎ décembre 2016, p. 23-34 (ISSN 1157-2574)
- André-Pierre Lannée et Alain Terras, « Croix et calvaires situés sur la commune de Larmor-Plage », Les cahiers du pays de Plœmeur, no 26,‎ décembre 2016, p. 35-40 (ISSN 1157-2574)
- Jérôme Kerjouan, « Ces Lorientais qui influenceront la vie et le travail d’Henri Dupuy de Lôme », Les cahiers du pays de Plœmeur, no 26,‎ décembre 2016, p. 41-44 (ISSN 1157-2574)
- Michel Briant et Emmanuelle Yhuel-Bertin, « Le manoir et la fontaine de Kervihan », Les cahiers du pays de Plœmeur, no 26,‎ décembre 2016, p. 45-48 (ISSN 1157-2574)
- Gérard Le Barber et Jean Le Gouhir, « Jean-François Alexandre Le Gouhir, un Ploemeurois dans la bataille de Dixmude », Les cahiers du pays de Plœmeur, no 26,‎ décembre 2016, p. 49-54 (ISSN 1157-2574)
- Yannick Le Verger, « Des hommes et des chevaux pour Napoléon », Les cahiers du pays de Plœmeur, no 26,‎ décembre 2016, p. 55-60 (ISSN 1157-2574)
- Michel Perrin, « Les inscrits maritimes ploemeurois embarqués sur les chalutiers de Lorient », Les cahiers du pays de Plœmeur, no 26,‎ décembre 2016, p. 61-65 (ISSN 1157-2574)
- Gwenaël Martin, « Les constructions de l’architecte Yves Guillou à Ploemeur », Les cahiers du pays de Plœmeur, no 26,‎ décembre 2016, p. 66-68 (ISSN 1157-2574)
- Fancis Ribault, « Daniel Vachey, un homme de passions », Les cahiers du pays de Plœmeur, no 26,‎ décembre 2016, p. 69-71 (ISSN 1157-2574)
- Lucien Gourong, « Quand le homard au kari trônait aux tables ploemeuroises », Les cahiers du pays de Plœmeur, no 26,‎ décembre 2016, p. 72-79 (ISSN 1157-2574)
- Jean-Yves Le Lan, « Cérémonie pour la reconnaissance du lieu de sépulture du pilote de  Spitfire Ernest Russell Lyon le 5 octobre 2015 au cimetière de Guidel », Les cahiers du pays de Plœmeur, no 26,‎ décembre 2016, p. 80 (ISSN 1157-2574)

### N° 27 - Décembre 2017
Publication du 27e cahier d'Histoire du pays de Plœmeur.
- Yves Bannallec, Pierre Quéré et Michel Vogein, « Le long passé du Bourgneuf », Les cahiers du pays de Plœmeur, no 27,‎ décembre 2016, p. 3-11 (ISSN 1157-2574)
- René Vassart, « Au XVIIIe siècle, y avait-il des gibets érigés à Toulhars en Ploemeur ? », Les cahiers du pays de Plœmeur, no 27,‎ décembre 2016, p. 12-13 (ISSN 1157-2574)
- Marie-Jo Hébert, « Quelques fêtes à Ploemeur », Les cahiers du pays de Plœmeur, no 27,‎ décembre 2016, p. 14-21 (ISSN 1157-2574)
- Guy Bizien et Jean-Jacques Carriou, « Un siècle et demi d’hôtellerie à Lomener - De l’auberge Aléno à l’hôtel Le Vivier », Les cahiers du pays de Plœmeur, no 27,‎ décembre 2016, p. 12-32 (ISSN 1157-2574)
- Yannick Le Verger, « Sages-femmes à Ploemeur », Les cahiers du pays de Plœmeur, no 27,‎ décembre 2016, p. 33-36 (ISSN 1157-2574)
- Jean-Jacques Carriou, « L’hôtel-restaurant « À la belle vue de Kerroch » », Les cahiers du pays de Plœmeur, no 27,‎ décembre 2016, p. 37-44 (ISSN 1157-2574)
- Gérard Le Barber et Jean Le Gouhir, « Jean-François Alexandre Le Gouhir, un Ploemeurois dans la bataille de Dixmude Seconde partie : la captivité, l’angoisse, la correspondance, le soutien », Les cahiers du pays de Plœmeur, no 27,‎ décembre 2016, p. 45-49 (ISSN 1157-2574)
- André-Pierre Lannée et Alain Terras, « Yves Le Roy victime de la guerre 14-18 », Les cahiers du pays de Plœmeur, no 27,‎ décembre 2016, p. 50-51 (ISSN 1157-2574)
- Michel Perrin, « Les inscrits maritimes de Ploemeur embarqués sur les chalutiers de Lorient - 2e partie Une fresque renaissante ? », Les cahiers du pays de Plœmeur, no 27,‎ décembre 2016, p. 52-65 (ISSN 1157-2574)
- Fancis Ribault, « Une fresque renaissante ? », Les cahiers du pays de Plœmeur, no 27,‎ décembre 2016, p. 66-68 (ISSN 1157-2574)
- François Drevet, « François Bouger - De la Marine nationale à la pêche côtière professionnelle », Les cahiers du pays de Plœmeur, no 27,‎ décembre 2016, p. 69-75 (ISSN 1157-2574)
- Jean-Yves Le Lan, « Quinze années de fonctionnement de l’école Saint-Joseph », Les cahiers du pays de Plœmeur, no 27,‎ décembre 2016, p. 76-83 (ISSN 1157-2574)
- Jean-Yves Le Lan et Guy Royant, « Le chantier naval Alliage », Les cahiers du pays de Plœmeur, no 27,‎ décembre 2016, p. 84-85 (ISSN 1157-2574)
- Jean-Yves Le Lan, « La distillation du cidre : l’eau-de-vie de cidre », Les cahiers du pays de Plœmeur, no 27,‎ décembre 2016, p. 86-87 (ISSN 1157-2574)
- Guy Bizien, « Rubrique des objets trouvés - Une médaille de Sainte-Anne d’Auray », Les cahiers du pays de Plœmeur, no 27,‎ décembre 2016, p. 888 (ISSN 1157-2574)

### N° 28 - Décembre 2018
Publication du 28e cahier d'Histoire du pays de Plœmeur, il dispose d'une nouvelle quatrième de couverture. Son tirage est de 1 000 exemplaires.
- Yves Banallec, « Aux origines de Soye », Les cahiers du pays de Plœmeur, no 28,‎ décembre 2018, p. 3-7 (ISSN 1157-2574)
- Michel Perrin, « Les inscrits maritimes de Plœmeur embarqués au commerce », Les cahiers du pays de Plœmeur, no 28,‎ décembre 2018, p. 8-21 (ISSN 1157-2574)
- Guy Bizien et Jean-Jacques Carriou, « Deux hôtels-restaurants à l'origine du Fort Bloqué : Première partie », Les cahiers du pays de Plœmeur, no 28,‎ décembre 2018, p. 22-31 (ISSN 1157-2574)
- Gérard Le Barber, « 1764. Une révolte fiscale à Plœmeur », Les cahiers du pays de Plœmeur, no 28,‎ décembre 2018, p. 32-38 (ISSN 1157-2574)
- Yannick Le Verger, « Plœmeur cherche médecin désespérément ! », Les cahiers du pays de Plœmeur, no 28,‎ décembre 2018, p. 39-43 (ISSN 1157-2574)
- Marie-Jo Hebert et Jean-Michel Jaime, « Plœmeur en 1846 », Les cahiers du pays de Plœmeur, no 28,‎ décembre 2018, p. 44-52 (ISSN 1157-2574)
- Jean-René Kerveadou-Regnard et Jean-Yves Le Lan, « Au pays du homard au kari : la côte plœmeuroise », Les cahiers du pays de Plœmeur, no 28,‎ décembre 2018, p. 53-66 (ISSN 1157-2574)
- Henri-Benoît Coutillard, « Adolphe Coutillard (1864-1940), sa famille, son pays, sa commune : une vie au service de l'intérêt collectif », Les cahiers du pays de Plœmeur, no 28,‎ décembre 2018, p. 67-72 (ISSN 1157-2574)
- Michel Briand et Emmanuelle Yhuel-Bertin, « Naufrage du navire Bièvre sur le Grazu », Les cahiers du pays de Plœmeur, no 28,‎ décembre 2018, p. 73-78 (ISSN 1157-2574)
- André-Pierre Lannée et Alain Terras, « La villa Ty Sklerder », Les cahiers du pays de Plœmeur, no 28,‎ décembre 2018, p. 79-85 (ISSN 1157-2574)
- Jean-Yves Le Lan, « Atterrissage d'un B-17 sur la base aérienne allemande de Lorient », Les cahiers du pays de Plœmeur, no 28,‎ décembre 2018, p. 86-87 (ISSN 1157-2574)
- Jean-Yves Le Lan et Lucien Penven, « Le radar allemand de Kerloës », Les cahiers du pays de Plœmeur, no 28,‎ décembre 2018, p. 88-91 (ISSN 1157-2574)
- Béatrice Joly-Hacquard, « Société hippique de Lorient - Loyan », Les cahiers du pays de Plœmeur, no 28,‎ décembre 2018, p. 92-95 (ISSN 1157-2574)
- André-Pierre Lannée et Alain Terras, « Objet insolite sur la commune de Larmor-Plage », Les cahiers du pays de Plœmeur, no 28,‎ décembre 2018, p. 96 (ISSN 1157-2574)

### N° 29 - Décembre 2019
Publication du 29e cahier d'Histoire du pays de Plœmeur.
- Jean-Yves Le Lan, « Penescluze, son manoir et ses propriétaires », Les cahiers du pays de Plœmeur, no 29,‎ décembre 2019, p. 3-11 (ISSN 1157-2574)
- Anthony Le Brazidec, « Les loups à Plœmeur (fin XVIIe - début XIXe siècle) », Les cahiers du pays de Plœmeur, no 29,‎ décembre 2019, p. 12-24 (ISSN 1157-2574)
- Marie Jo Hébert et Jean-Michel Jaime, « Quelques nom de rues à Plœmeur », Les cahiers du pays de Plœmeur, no 29,‎ décembre 2019, p. 25-31 (ISSN 1157-2574)
- André-Pierre Lannée et Alain Terras, « Les fours à pain situés sur la commune de Larmor-Plage », Les cahiers du pays de Plœmeur, no 29,‎ décembre 2019, p. 32-35 (ISSN 1157-2574)
- Guy Bizien et Jean-Jacques Carriou, « Deux hôtels-restaurants à l'origine du Fort Bloqué : deuxième partie : L'Hôtel de la Plage et le premier lotissement », Les cahiers du pays de Plœmeur, no 29,‎ décembre 2019, p. 36-46 (ISSN 1157-2574)
- Michel Perrin, « L'armement chalutier au port de Lorient de 1900 à 1938 », Les cahiers du pays de Plœmeur, no 29,‎ décembre 2019, p. 46-61 (ISSN 1157-2574)
- Pierre Hamon, « L'histoire insolite des deux frères Gégousse en 14-18 », Les cahiers du pays de Plœmeur, no 29,‎ décembre 2019, p. 62-65 (ISSN 1157-2574)
- Pierre Quéré, « Édouard Le Nigen. Un as de la chasse française », Les cahiers du pays de Plœmeur, no 29,‎ décembre 2019, p. 65-68 (ISSN 1157-2574)
- Guy Bizien, « Une croix de chemin à Lomener », Les cahiers du pays de Plœmeur, no 29,‎ décembre 2019, p. 69-70 (ISSN 1157-2574)
- Dominique Lorès Toulliou, « Henri Delacre, naufragé de la Tanche. Un idéal, un destin », Les cahiers du pays de Plœmeur, no 29,‎ décembre 2019, p. 71-74 (ISSN 1157-2574)
- Jacques Nerrou, « Camille Mabile, pilote mort en service aérien commandé », Les cahiers du pays de Plœmeur, no 29,‎ décembre 2019, p. 75-77 (ISSN 1157-2574)
- Jean-Jacques Grognec, « Le tragique destin de Raymond Caloch, enfant de Plœmeur », Les cahiers du pays de Plœmeur, no 29,‎ décembre 2019, p. 78-82 (ISSN 1157-2574)
- Michel Briant, « Jean Le Caignec, Mort pour la France », Les cahiers du pays de Plœmeur, no 29,‎ décembre 2019, p. 83-84 (ISSN 1157-2574)
- Jean-Yves Le Lan, « Stèles commémoratives à Plœmeur », Les cahiers du pays de Plœmeur, no 29,‎ décembre 2019, p. 85-87 (ISSN 1157-2574)
- Jean-Yves Le Lan et Dominique Toulliou, « Mine de fer en filon à Plœmeur ? », Les cahiers du pays de Plœmeur, no 29,‎ décembre 2019, p. 88 (ISSN 1157-2574)

### N° 30 - Décembre 2020
Publication du 30e cahier d'Histoire du pays de Plœmeur.
- Emmanuelle Yhuel-Bertin, « 30 ans d'histoire », Les cahiers du pays de Plœmeur, no 30,‎ décembre 2020, p. 3-6 (ISSN 1157-2574)
- Pierre Hamon et Jean-Yves Le Lan, « Quelques réflexions autour de la chapelle Saint-Simon et Saint-Jude », Les cahiers du pays de Plœmeur, no 30,‎ décembre 2020, p. 7-14 (ISSN 1157-2574)
- Gérard Le Barber, « Des Ploemeurois dans la guerre de course - De la fin du XVIIe siècle à 1750 », Les cahiers du pays de Plœmeur, no 30,‎ décembre 2020, p. 15-29 (ISSN 1157-2574)
- Yannick Leverger, « Naissance de l'école élémentaire communale à Ploemeur », Les cahiers du pays de Plœmeur, no 30,‎ décembre 2020, p. 30-36 (ISSN 1157-2574)
- Jérôme Kerjouan, « Deux Lorientais qui ont influencé l'Histoire en Extrême-Orient », Les cahiers du pays de Plœmeur, no 30,‎ décembre 2020, p. 37-41 (ISSN 1157-2574)
- Marie-Jo Hébert et Jean-Michel Jaime, « Plœmeur et ses pompiers », Les cahiers du pays de Plœmeur, no 30,‎ décembre 2020, p. 42-52 (ISSN 1157-2574)
- Michel Perrin, « Une figure méconnue de Ploemeur, madame Marie-Léontine Noël, veuve Ambroise Aléno, armateur et lettrée bretonante », Les cahiers du pays de Plœmeur, no 30,‎ décembre 2020, p. 53-58 (ISSN 1157-2574)
- Guy Bizien et Jean-Jacques Carriou, « L'hippodrome de Kerroch - 1877-1880 », Les cahiers du pays de Plœmeur, no 30,‎ décembre 2020, p. 59-66 (ISSN 1157-2574)
- Dominique Lorès Toulliou, « Marcel Jules Guihot, un infatigable travailleur », Les cahiers du pays de Plœmeur, no 30,‎ décembre 2020, p. 67-72 (ISSN 1157-2574)
- André-Pierre Lannée, Jean-Yves Le Lan et Alain Terras, « Deux échouements à Toulhars au début du XXe siècle », Les cahiers du pays de Plœmeur, no 30,‎ décembre 2020, p. 73-77 (ISSN 1157-2574)
- Jean-Yves Le Lan, « Eugène Bouffort - Un entier dévouement au combat », Les cahiers du pays de Plœmeur, no 30,‎ décembre 2020, p. 78-79 (ISSN 1157-2574)
- Lucien Penven et Jean Robic, « Le camp de logements de Kermadehoye - Quand Lann-Bihoué était base de l'OTAN », Les cahiers du pays de Plœmeur, no 30,‎ décembre 2020, p. 80-84 (ISSN 1157-2574)
- Pierre Hamon, « Brèves de terroirs », Les cahiers du pays de Plœmeur, no 30,‎ décembre 2020, p. 85-86 (ISSN 1157-2574)
- Jean-Yves Le Lan, « Cédric de Pierrepont - Un soldat hors norme », Les cahiers du pays de Plœmeur, no 30,‎ décembre 2020, p. 87 (ISSN 1157-2574)
- André-Pierre Lannée et Alain Terras, « Les deux traits verticaux de la façade est de l'église Notre-Dame de Larmor », Les cahiers du pays de Plœmeur, no 30,‎ décembre 2020, p. 88 (ISSN 1157-2574)

### N° 31 - Décembre 2021
Publication du 31e cahier d'Histoire du pays de Plœmeur.
- Jean-Yves Le Lan, « A propos », Les cahiers du pays de Plœmeur, no 31,‎ décembre 2021, p. 2 (ISSN 1157-2574)
- Jean-Yves Le Lan, « Michel Briant », Les cahiers du pays de Plœmeur, no 31,‎ décembre 2021, p. 3 (ISSN 1157-2574)
- Jean-Yves Le Lan, Michel Guéguin, Yves Bannallec, « Réflexions sur les ornements des mégalithes plœmeurois », Les cahiers du pays de Plœmeur, no 31,‎ décembre 2021, p. 4-8 (ISSN 1157-2574)
- Gwenaël Martin, Jean-Yves Le Lan, « Une motte médiévale sur la rive sud du Ter? Quelques éléments d'observations », Les cahiers du pays de Plœmeur, no 31,‎ décembre 2021, p. 9-12 (ISSN 1157-2574)
- Lucien Penven, Jean-Yves Le Lan, « La pointe de Brihellec et son corps de garde », Les cahiers du pays de Plœmeur, no 31,‎ décembre 2021, p. 13-15 (ISSN 1157-2574)
- Jean-Yves Le Lan, Pierre Hamon, « Une promenade autour de Saint-Adrien en 1820 », Les cahiers du pays de Plœmeur, no 31,‎ décembre 2021, p. 16-21 (ISSN 1157-2574)
- Jean-Yves Le Lan, Jean-René Regnard, « Le Pérello, une petite anse aux multiples facettes », Les cahiers du pays de Plœmeur, no 31,‎ décembre 2021, p. 22-36 (ISSN 1157-2574)
- Jean-Michel Jaime, Rémi Le Leslé, « La fée électricité à Plœmeur », Les cahiers du pays de Plœmeur, no 31,‎ décembre 2021, p. 37-47 (ISSN 1157-2574)
- Michel Perrin, André-Pierre Lannée, « Si l'anse de Kerguélen m'était contée », Les cahiers du pays de Plœmeur, no 31,‎ décembre 2021, p. 48-61 (ISSN 1157-2574)
- Dominique Lorès Toulliou, « Les "Kaolins d'Arvor », Les cahiers du pays de Plœmeur, no 31,‎ décembre 2021, p. 62-72 (ISSN 1157-2574)
- André-Pierre Lannée, « La Dévastation - Quelle est cette épave de la plage de Toulhars », Les cahiers du pays de Plœmeur, no 31,‎ décembre 2021, p. 73-76 (ISSN 1157-2574)
- Michel Briant (†), Emmanuelle Yhuel-Bertin, « La production d'engrais à Larmor », Les cahiers du pays de Plœmeur, no 31,‎ décembre 2021, p. 77-84 (ISSN 1157-2574)
- Jean-Yves Le Lan, « Robert Biggs - Une longue et difficile évasion! », Les cahiers du pays de Plœmeur, no 31,‎ décembre 2021, p. 85-87 (ISSN 1157-2574)
- Jean-Jacques Carriou, « Jean Guilloux - Disparu en voulant rejoindre les Forces navales françaises libres », Les cahiers du pays de Plœmeur, no 31,‎ décembre 2021, p. 88 (ISSN 1157-2574)
- Jean-Jacques Carriou, « Le naufrage du Cauville à Kerroch », Les cahiers du pays de Plœmeur, no 31,‎ décembre 2021, p. 89-93 (ISSN 1157-2574)
- Jean-Yves Le Lan, Pierre Hamon, « Brèves de terroir », Les cahiers du pays de Plœmeur, no 31,‎ décembre 2021, p. 94-95 (ISSN 1157-2574)
- Yannick Le Verger, « L'arbre de  la Liberté », Les cahiers du pays de Plœmeur, no 31,‎ décembre 2021, p. 96 (ISSN 1157-2574)

### N° 32 - Décembre 2022
Publication du 32e cahier d'Histoire du pays de Plœmeur.
- Jean-Yves Le Lan, « Au revoir Alain! », Les cahiers du pays de Plœmeur, no 32,‎ décembre 2022, p. 3 (ISSN 1157-2574)
- Jean-Yves Le Lan, « Tumulus oubliés au Courégant en Plœmeur », Les cahiers du pays de Plœmeur, no 32,‎ décembre 2022, p. 4-5 (ISSN 1157-2574)
- Pierre Hamon, Jean-Yves Le Lan, « Stang er Brune, un espace chargé d'histoire », Les cahiers du pays de Plœmeur, no 32,‎ décembre 2022, p. 6-7 (ISSN 1157-2574)
- Yves Bannalec, Michel Vogein, « Le village de Kervinio et ses hameaux, des origines à 1940 », Les cahiers du pays de Plœmeur, no 32,‎ décembre 2022, p. 8-13 (ISSN 1157-2574)
- Pierre Hamon, « Marc Guillevic, recteur de Plœemeur », Les cahiers du pays de Plœmeur, no 32,‎ décembre 2022, p. 14-18 (ISSN 1157-2574)
- Jean-Michel Jaime, « La cloche de la chapelle Saint-Léonard », Les cahiers du pays de Plœmeur, no 32,‎ décembre 2022, p. 19-21 (ISSN 1157-2574)
- Pierre-Yves Scanvic, « Ty Tal an Naud, la maison près de la côte », Les cahiers du pays de Plœmeur, no 32,‎ décembre 2022, p. 22-23 (ISSN 1157-2574)
- Guy Bizien, Jean-Jacques Carriou, « Histoire de la propriété de Kerbiscart », Les cahiers du pays de Plœmeur, no 32,‎ décembre 2021, p. 24-37 (ISSN 1157-2574)
- Marie-Jo Hébert, Jean-Michel Jaime, Rémi Le Leslé, « Simple comme un coup de fil », Les cahiers du pays de Plœmeur, no 32,‎ décembre 2022, p. 38-47 (ISSN 1157-2574)
- Michel Perrin, « Les régates de la rade de Lorient de 1873 à 1939 », Les cahiers du pays de Plœmeur, no 32,‎ décembre 2022, p. 48-60 (ISSN 1157-2574)
- André-Pierre Lannée, Jean-Yves Le Lan, « Un haras au Kernével », Les cahiers du pays de Plœmeur, no 32,‎ décembre 2022, p. 61-74 (ISSN 1157-2574)
- Jean-Jacques Carriou, Emmanuelle Yhuel-Bertin, « Le pardon de Saint-Bieuzy à Kerro'h », Les cahiers du pays de Plœmeur, no 32,‎ décembre 2022, p. 75-81 (ISSN 1157-2574)
- Jean-Yves Le Lan, Gwenaël Martin, « La voie ferrée allemande du Ter », Les cahiers du pays de Plœmeur, no 32,‎ décembre 2022, p. 82-85 (ISSN 1157-2574)
- Pierre Hamon, « Brèves de terroir », Les cahiers du pays de Plœmeur, no 32,‎ décembre 2022, p. 86-87 (ISSN 1157-2574)
- Jean-Yves Le Lan, « Des os dans les murs! Mais pourquoi? », Les cahiers du pays de Plœmeur, no 32,‎ décembre 2022, p. 88 (ISSN 1157-2574)

### N° 33 - Décembre 2023
Publication du 33e cahier d'Histoire du pays de Plœmeur.
- Jean-Yves Le Lan, « À Propos », Les cahiers du pays de Plœmeur, no 33,‎ décembre 2023, p. 2 (ISSN 1157-2574)
- Jean-Yves Le Lan, « Les sites historiques anciens de Larmor-Plage », Les cahiers du pays de Plœmeur, no 33,‎ décembre 2023, p. 3-8 (ISSN 1157-2574)
- Philippe  Braguier, avec l'entraide de Jean-Yves Le Lan, « Localisation et orientation des édifices religieux de Plœmeur (1re Partie) », Les cahiers du pays de Plœmeur, no 33,‎ décembre 2023, p. 9-25 (ISSN 1157-2574)
- Philippe  Braguier, « L’énigme de la statuette à l’ange de la chapelle Saint-Tual », Les cahiers du pays de Plœmeur, no 33,‎ décembre 2023, p. 26-28 (ISSN 1157-2574)
- Marie-Jo Hébert et Jean-Michel Jaime, « Un maire peut en cacher un autre », Les cahiers du pays de Plœmeur, no 33,‎ décembre 2023, p. 29-32 (ISSN 1157-2574)
- Guy Bizien et Jean-Jacques Carriou, « Histoire du Moulin Vert – Un bar-restaurant de Lomener », Les cahiers du pays de Plœmeur, no 33,‎ décembre 2023, p. 33-45 (ISSN 1157-2574)
- Jean-Yves Le Lan, « Paul Féval– Quand l’écrivain était Plœmeurois », Les cahiers du pays de Plœmeur, no 33,‎ décembre 2023, p. 46-48 (ISSN 1157-2574)
- Jean Paul Pronost, « Il y 80 ans, Maurice Le Limantour rejoignait les FNFL », Les cahiers du pays de Plœmeur, no 33,‎ décembre 2023, p. 49-54 (ISSN 1157-2574)
- Jean-Yves Le Lan et Pierre-Yves Scanvic, « Quelques informations historiques sur le Lapin Blanc à Locqueltas », Les cahiers du pays de Plœmeur, no 33,‎ décembre 2023, p. 55-57 (ISSN 1157-2574)
- André-Pierre Lannée et Michel Perrin, « Le champ de tir de Kercavès », Les cahiers du pays de Plœmeur, no 33,‎ décembre 2023, p. 58-67 (ISSN 1157-2574)
- Yannick Le Verger, « Histoire du tramway à Plœmeur », Les cahiers du pays de Plœmeur, no 33,‎ décembre 2023, p. 68-73 (ISSN 1157-2574)
- Jean-Yves Le Lan, « Charles Carnoy – Un Plœmeurois pilote d’avion en 1913 », Les cahiers du pays de Plœmeur, no 33,‎ décembre 2023, p. 74-75 (ISSN 1157-2574)
- Béatrice Joly-Hacquard, « La villa Face aux Flots – La Nourriguel », Les cahiers du pays de Plœmeur, no 33,‎ décembre 2023, p. 76-85 (ISSN 1157-2574)
- Jean-Yves Le Lan, « Quatre avions américains perdus dans le brouillard », Les cahiers du pays de Plœmeur, no 33,‎ décembre 2023, p. 86-87 (ISSN 1157-2574)
- Jean-Yves Le Lan, « La croix de Kervéhennec », Les cahiers du pays de Plœmeur, no 33,‎ décembre 2023, p. 88 (ISSN 1157-2574)

### N° 34 - Décembre 2024
Publication du 34e cahier d'Histoire du pays de Plœmeur.
- Jean-Yves Le Lan, « À Propos », Les cahiers du pays de Plœmeur, no 34,‎ décembre 2024, p. 2 (ISSN 1157-2574)
- Jean-Yves Le Lan, « Yves Banallec », Les cahiers du pays de Plœmeur, no 34,‎ décembre 2024, p. 3 (ISSN 1157-2574)
- Bastien Simier, « La fouille archéologique de la ZAC de Saint-Tugdual-Le Ter », Les cahiers du pays de Plœmeur, no 34,‎ décembre 2024, p. 4-9 (ISSN 1157-2574)
- Jean-Yves Le Lan & Jean-Paul Pronost, « Les manoirs de Kergohel et de Kerouran », Les cahiers du pays de Plœmeur, no 34,‎ décembre 2024, p. 10-16 (ISSN 1157-2574)
- Michel Perrin, « L'histoire du fort de Locqueltas retracée par les archives et la presse locales », Les cahiers du pays de Plœmeur, no 34,‎ décembre 2024, p. 17-30 (ISSN 1157-2574)
- Jean-Yves Le Lan & Lucien Penven, « Le fortin du Courégan", Les cahiers du pays de Plœmeur », Les cahiers du pays de Plœmeur, no 34,‎ décembre 2024, p. 31-35 (ISSN 1157-2574)
- Yannick Le Verger, « Quand Plœmeur participait à l'achat du château de Chambord », Les cahiers du pays de Plœmeur, no 34,‎ décembre 2024, p. 36 (ISSN 1157-2574)
- Claude Colleter & Jean-Yves Le Lan, « Qui était Max Valrey cette célèbre romancière plœmeuroise ? », Les cahiers du pays de Plœmeur, no 34,‎ décembre 2024, p. 37-41 (ISSN 1157-2574)
- Jean-Yves Le Lan & Emmanuelle Yhuel-Bertin, « Larmor et les peintres », Les cahiers du pays de Plœmeur, no 34,‎ décembre 2024, p. 42-47 (ISSN 1157-2574)
- Guy Bizien, « Les surnoms des marins-pêcheurs à Lomener », Les cahiers du pays de Plœmeur, no 34,‎ décembre 2024, p. 48-50 (ISSN 1157-2574)
- André-Pierre Lannée, Michel Perrin,  Jean-Paul Pronost &  Pierre-Yves Scanvic, « Les villas de Toulhars et la vente des communs de Larmor en 1903 », Les cahiers du pays de Plœmeur, no 34,‎ décembre 2024, p. 51-59 (ISSN 1157-2574)
- Philippe  Braguier, « Les cloches de la discorde, 1re partie : Ploemeur ou le petit monde de Don Camillo en 1923 », Les cahiers du pays de Plœmeur, no 34,‎ décembre 2024, p. 60-71 (ISSN 1157-2574)
- Guy Bizien & Jean-Jacques Carriou, « L'énigme du REPP à Kerroch », Les cahiers du pays de Plœmeur, no 34,‎ décembre 2024, p. 72-77 (ISSN 1157-2574)
- Jean-Yves Le Lan & Dominique Lorès-Toulliou, « De Penescluze au Yang Tsé Kiang », Les cahiers du pays de Plœmeur, no 34,‎ décembre 2024, p. 78-85 (ISSN 1157-2574)
- Jean-Yves Le Lan & Pierre-Yves Scanvic, « Colonie de vacances à La Nourriguel », Les cahiers du pays de Plœmeur, no 34,‎ décembre 2024, p. 86-87 (ISSN 1157-2574)
- Jean-Louis Milès, « Une famille de Larmor-Plage déportée à Auschwitz fin 1942 », Les cahiers du pays de Plœmeur, no 34,‎ décembre 2024, p. 88-91 (ISSN 1157-2574)
- Jean-Yves Le Lan, « La visite du generalfeldmarschall Hugo Sperrle à la base d'aviation de Lorient en 1942 », Les cahiers du pays de Plœmeur, no 34,‎ décembre 2024, p. 92-95 (ISSN 1157-2574)
- Jean-Yves Le Lan, « Le pont rustique ou pont Jean-Louis », Les cahiers du pays de Plœmeur, no 34,‎ décembre 2024, p. 96 (ISSN 1157-2574)

## Ouvrages thématiques
- Hervé Le Pan et Yannick Perron (préf. René Estienne, conservateur du service historique des archives de la marine à Lorient), 1788-1795 : Le pays de Plœmeur et la révolution, Ploemeur, Comité d'histoire du pays de Plœmeur, 1989, 208 p. (ISBN 2-9503779-0-4)
- Les membres du comité d'histoire, Histoire des activités maritimes du Kernével au Fort Bloqué, Ploemeur, Éd. Comité d'Histoire, villes de Plœmeur et de Larmor-Plage, mai 2009, 210 p. (ISBN 978-2-9503779-0-6)
- Comité d'histoire du pays de Plœmeur, Le canton de Plœmeur, Saint-Cyr-sur-Loire, Éd. Alan Sutton, 2011, 128 p. (ISBN 978-2-8138-0267-5)
- Comité d'histoire du pays de Plœmeur, Le canton de Plœmeur : d'hier à aujourd'hui, Saint-Cyr-sur-Loire, Éd. Alan Sutton, 2011, 128 p.
- Jean-Yves Le Lan (dir.), Emmanuelle Yhuel-Bertin (dir.) et Comité d'histoire du pays de Plœmeur, Plœmeur et la seconde Guerre Mondiale, Le Faouët, Liv'Éditions, novembre 2017, 285 p. (ISBN 978-2-84497-433-4)